# Cima Bianca
Cima Bianca är en bergstopp i Schweiz. Den ligger i distriktet Locarno och kantonen Ticino, i den sydöstra delen av landet. Toppen på Cima Bianca är 2 612 meter över havet.
Terrängen runt Cima Bianca är huvudsakligen mycket bergig. Den högsta punkten i närheten är Pizzo Penca, 3 038 meter över havet, 7,2 km nordväst om Cima Bianca.
Trakten runt Cima Bianca består i huvudsak av kala bergstoppar och gräsmarker.